# Dorfkirche Rödelwitz

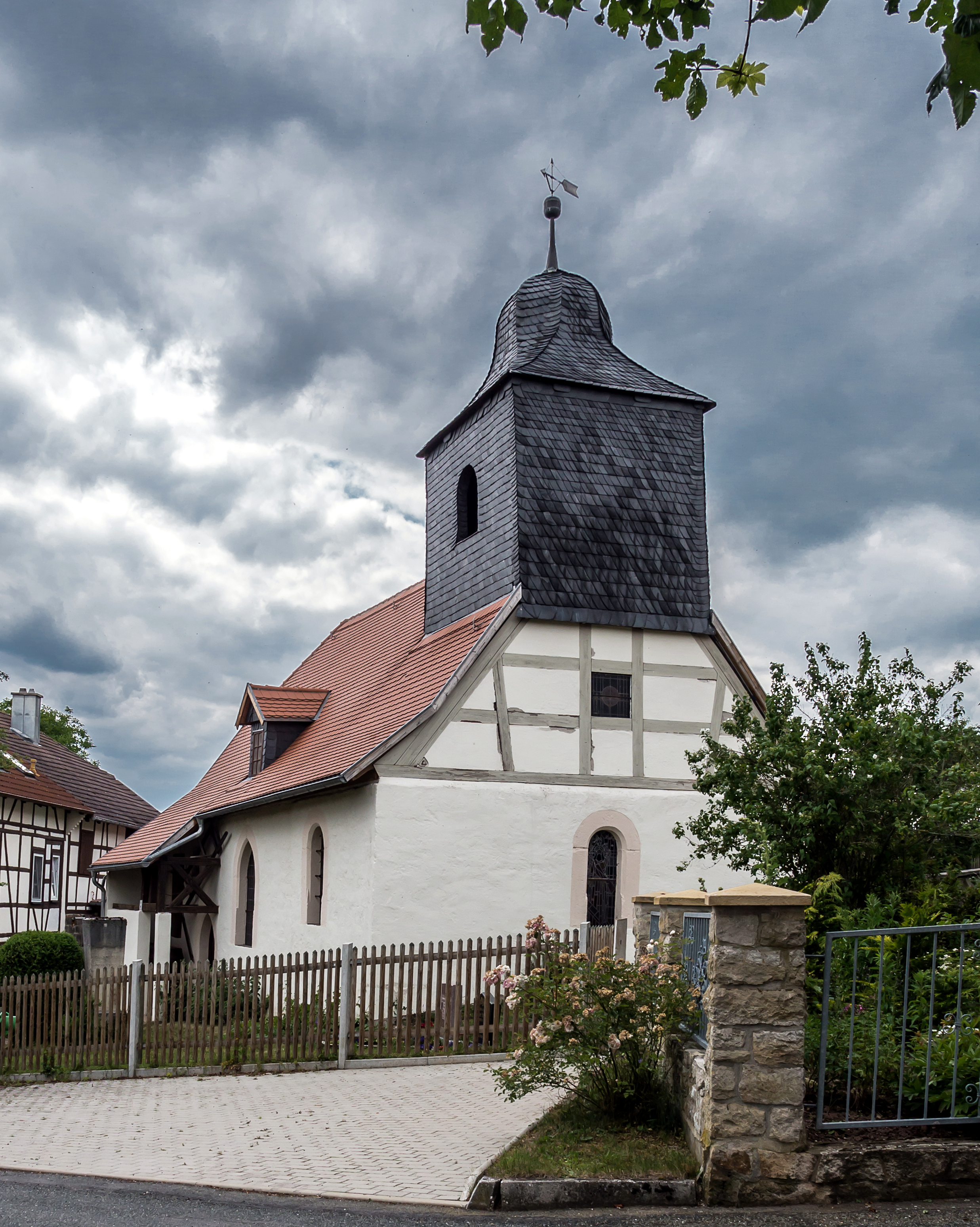
Romanische Saalkirche Rödelwitz

Die evangelische Dorfkirche Rödelwitz steht im Ortsteil Rödelwitz der Gemeinde Uhlstädt-Kirchhasel im Landkreis Saalfeld-Rudolstadt in Thüringen.

## Geschichte
Die Dorfkirche ist 1194 in einer Orlamünder Urkunde genannt worden. Auf der nahen Burg Schauenforst erwähnte man die Kirche 1533. Sie ist eine romanische Saalkirche und die kleinste mit Dachreiter im Hexengrund. 1694–1707 wurde die Decke der Kirche verbreitert. Emporen, Kanzel und Taufe wurden eingebaut oder beschafft. Der Spitzbogen trennt das Kirchenschiff vom Altarraum mit einer hölzernen Decke. Ausgekehlte Kämpfer auf der Nordseite des Spitzbogens sind romanischen Ursprungs.
Die Orgel stammt von Eifert & Müller aus Stadtilm. Durch ihren Einbau auf die Empore musste der Eingang über einen äußeren, an der Südseite angebrachten hölzernen überdachten Treppenaufgang erfolgen.
Kunsthistorisch bedeutsam sind das Dreinagelkruzifix und die Figur des Bischofs Bonifatius, ebenso Überreste eines Flügelaltars. Auch die kleine Glocke im Turm aus dem 13. Jahrhundert, eine der ältesten in Thüringen, ist erwähnenswert. Die große Glocke stammt aus dem Jahre 1984.
Das Glasfenster hinter dem Altar schuf 1975 Glasmacher Karl Völkel.
2002–2003 fand eine Renovierung innen und außen statt. Die bis 1973 übermalten musizierenden Engel an der Decke hat man wieder in den Mittelpunkt gestellt.